# Tharra limbata
Tharra limbata är en insektsart som beskrevs av Henry Fairfield Osborn 1934. Tharra limbata ingår i släktet Tharra och familjen dvärgstritar. Inga underarter finns listade i Catalogue of Life.